# INSPIRE-HEP
INSPIRE-HEP ist eine Literaturdatenbank im Bereich der Hochenergiephysik. Der Zugang ist kostenlos und erfordert keine Registrierung. Diese Datenbank ist der Nachfolger von SPIRES (Stanford Physics Information Retrieval System), der größten Literaturdatenbank im Bereich der Hochenergiephysik seit den 1970er Jahren.

## Geschichte
SPIRES war neben dem CERN Document Server (CDS), dem Dokumentserver arXiv und der Datenbank Astrophysics Data System eine der wichtigsten Informationsquellen im Bereich der Teilchenphysik. Eine Umfrage aus dem Jahr 2007 mit über 2000 teilnehmenden Wissenschaftlern aus dem Bereich Hochenergiephysik kam zu dem Ergebnis, dass die Teilnehmer in ihrer überwältigenden Mehrheit diese nichtkommerziellen, von der Gemeinschaft selbst entwickelten und unterhaltenen Informationsdienste nutzten und kommerzielle Systeme für sie praktisch keine Rolle spielten. Die Umfrageteilnehmer drückten den Wunsch nach einer Weiterentwicklung des Funktionsumfangs dieser Systeme aus. Im Mai 2008 kündigten die Forschungszentren CERN, DESY, SLAC und Fermilab auf einem Treffen ihrer Informationsspezialisten in den Bereichen der Teilchenphysik und der Astrophysik an, ein gemeinsames wissenschaftliches Informationssystem im Bereich der Hochenergiephysik namens INSPIRE ins Leben zu rufen. INSPIRE arbeitet auch eng mit anderen Informationsquellen der Hochenergiephysik wie arXiv.org, der Kollaboration Particle Data Group und dem Astrophysics Data System der NASA zusammen. Seit 2010 war bereits eine Beta-Version von INSPIRE-HEP unter dem Domänennamen inspirebeta.net frei zugänglich. Im April 2012 wurde SPIRES vollständig ersetzt.

## Inhalt
INSPIRE-HEP verbindet den Inhalt der SPIRES-HEP-Datenbank mit der Open-Source-Software Invenio zur Erstellung und Verwaltung von Literaturdatenbanken und digitalen Bibliotheken sowie dem Inhalt des CERN Document Server und von arXiv.
INSPIRE-HEP stellt neben der Literaturdatenbank im Bereich der Hochenergiephysik zusätzliche Funktionen mit Bezug zur Hochenergiephysik zur Verfügung:
- HEPNames: Ein umfassendes Verzeichnis von Personen, die in der Hochenergiephysik tätig sind.
- Institutions: Eine Datenbank, die über 10.000 Institute mit Bezug zur Hochenergiephysik umfasst. Unter den Informationen zu den jeweiligen Instituten werden auch Links zu allen wissenschaftlichen Publikationen bereitgestellt, die mit ebendiesem Institut in Verbindung stehen, sowie eine Liste von Personen (aus den HEPNames entnommen).
- Conferences: Eine Sammlung von Tagungen und Konferenzen.
- Jobs: Eine Liste akademischer und wissenschaftlicher Stellenangebote in den Bereichen Hochenergiephysik, Kernphysik, Beschleunigerphysik und Astrophysik.
- Experiments: Eine Datenbank mit Zusammenfassungen von HEP- und HEP-verwandten Experimenten von vielen verschiedenen Laboratorien und Standorten weltweit.